# 佩特里·帕薩寧
佩特里·帕薩寧（芬蘭語：Petri Pasanen，1980年9月24日—）是一位芬蘭的前職業足球員，出生於芬蘭拉赫蒂。他曾效力於德甲球隊雲達不萊梅。帕薩寧較為擅長中堅的位置，但亦能擔當右後衛。

## 成就
阿贾克斯
- 荷兰冠军：2002
- 荷兰杯冠军：2002
- 荷兰超级杯冠军：2002

云达
- 德国联赛杯冠军：2006
- 德国杯冠军：2009

红牛
- 奥地利冠军：2012